# 이반 아센 1세
이반 아센 1세(불가리아어: Иван Асен I) 또는 아센 1세는 1189년부터 1196년까지 제 2차 불가리아 제국의 차르였다. 그의 생년은 미상이다.

## 생애

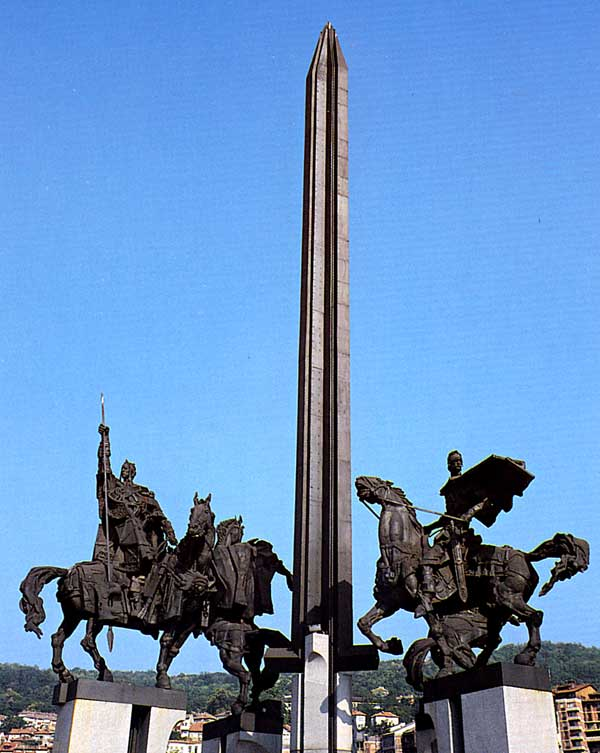
벨리코터르노보의 아센의 동상

1185년 아센은 그의 형인 토도르와 함께 비잔티움 제국의 황제 이사키오스 2세에게 킵셀라 지역의 프로노이아를 요구하였다. 그들의 요구는 거절당하였고, 아센이 황제의 결정을 반박하려 하자 그는 뺨을 맞았다. 격분한 형제는 집으로 돌아와 당시 시칠리아와의 전쟁과 이사키오스 2세의 결혼으로 인한 무거운 세금에 대한 불만을 이용하여 비잔티움 제국의 지배에 대한 반란을 일으켰다.
비록 아센이 봉기에 더 적극적이었지만, 그의 형인 토도르가 페터르 4세라는 이름으로 불가리아인의 황제로 즉위하였다. 제 1차 불가리아 제국의 고도였던 프레슬라프를 점령하는데 실패하자, 반란의 중심지였던 터르노보를 수도로 삼았다. 1185년과 1186년 사이 불가리아는 모에시아의 대부분을 장악하였고 발칸산맥 이남의 트라키아를 공격하였다.
1186년 여름 이사키오스 2세는 대군을 이끌고 모에시아를 침공하였다. 페터르 4세가 비잔티움 제국과 협상하려는 태도를 보인 반면 아센은 도나우강을 넘어 쿠만족의 강력한 부대를 모집한 후 그의 형을 돕기 위해 그들과 함께 돌아왔다. 이사키오스 2세는 이미 페터르 4세의 복종 맹세에 만족스러워 하면서 콘스탄티노폴리스로 돌아갔다. 그의 새로운 부대와 함께 아센은 트라키아 침공을 재개하였고, 숫적으로 우세한 비잔티움 군대에 대항하여 능숙하게 불리한 전투를 피하였다.

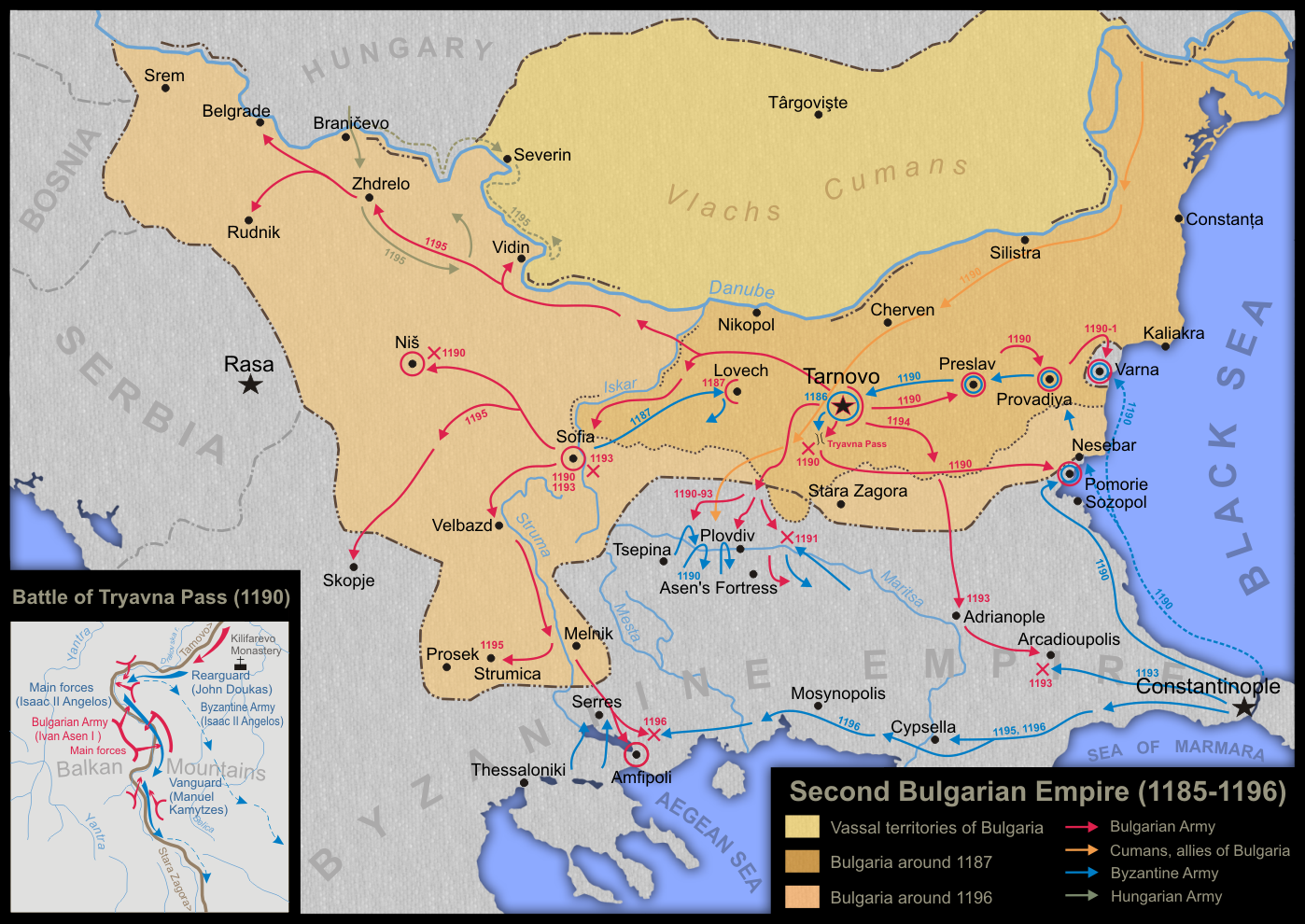
1185년~1196년 페터르 4세와 이반 아센 1세 치하의 제 2차 불가리아 제국.

186년 이사키오스 2세는 소피아를 공격하였으나, 이는 부활한 불가리아의 영역에 영향을 주지 못하였다. 1187년 이사키오스 2세는 다시 공격에 나서 터르노보를 위협하고 로베치를 세달 간 포위하였으나 실패하였다. 포위 기간 동안 비잔티움 제국은 아센의 아내인 옐레나를 포로로 잡았으나 휴전 협상의 결과로 그들의 동생인 칼로얀이 인질로 교환되었다. 하지만 양쪽 다 평화를 유지할 생각은 없었다. 프리드리히 1세가 주도한 제3차 십자군이 콘스탄티노폴리스로 진군할 때, 페터르 4세와 아센의 사절단은 그에게 접근하여 잠재적인 적 이사키오스 2세에 대항하여 니시와 아드리아노폴리스에서 군사적 원조를 제공하였다.
3차 십자군이 지나간 후, 이사키오스 2세는 불가리아 문제를 매듭짓기로 결정했다. 대규모 원정이 계획되었고 터르노보에 이르러서 오랜 기간 동안 포위하였다. 이러한 시기 1189년 페터르 4세는 아센에게 공동황제 직위를 수여하였고, 퇴위하지 않은채 프레슬라프로 은퇴하였다. 터르노보의 방어를 맡은 아센은 쿠만족 군대의 대규모 지원 병력이 온다는 소문을 퍼트려 이사키오스 2세가 급히 퇴각하도록 만들었다. 퇴각하는 비잔티움 군대는 발칸 산길에서 아센의 매복에 걸렸고 이사키오스 2세는 간신히 탈출하였다.
불가리아 군대는 계속 승리를 거두어 1191년에는 스레데츠(소피아)와 니쉬를, 1195년에는 베오그라드를, 1196년에는 멜니크와 프로세크를 점령하였고, 기습 부대는 남쪽의 세레스에 이르러 비잔티움 군대를 다시 한번 격파하였다. 하지만 남서부에서의 귀환 도중 아센은 그의 부하였던 이반코에게 살해당하였다. 이반코는 아센의 처제와의 치정 관계로 벌을 받을 위기에 처해 있었다. 이반코는 터르노보를 점령하고 콘스탄티노폴리스와 협상하려 하였으나, 페터르 4세가 터르노보를 공격하자 비잔티움 제국으로 도망쳤다.

## 가족 관계
이반 아센 1세는 첫번째로 체르벤 요새에 묻힌 마리아와 결혼하였고, 이후 엘레나(세례명 에브게니아)와 결혼하였다. 그녀는 종종 세르비아의 스테판 네마냐의 딸로 주장되지만, 이 관계는 의문스럽고 그들의 자녀들의 결혼 관계에 대한 의문을 유발한다. 엘레나와의 사이에서 이반 아센 2세는 최소 두명의 아들을 얻었다.
1. 이반 아센 2세, 1218년 ~ 1241년 불가리아 황제.
2. 세바스토크라토르 알렉산더르, 1232년 이후 사망. 그의 아들 칼리만 아센 2세는 1256년 불가리아의 황제였다.

## 같이 보기
- 아센과 페터르의 난
- 아센 왕가